# USS Lexington (1927)
De USS Lexington (CV-2) was een vliegdekschip van de United States Navy in de Tweede Wereldoorlog.
De USS Lexington (CV-2) en zijn zusterschip USS Saratoga (CV-3) waren oorspronkelijk besteld als slagkruiser, maar omdat het Verdrag van Washington het aantal slagkruisers beperkte, werden ze afgebouwd als vliegdekschip. De Lexington werd ook "The Gray Lady" of "Lady Lex" genoemd. Het schip verging in de Slag in de Koraalzee.

## Bouw

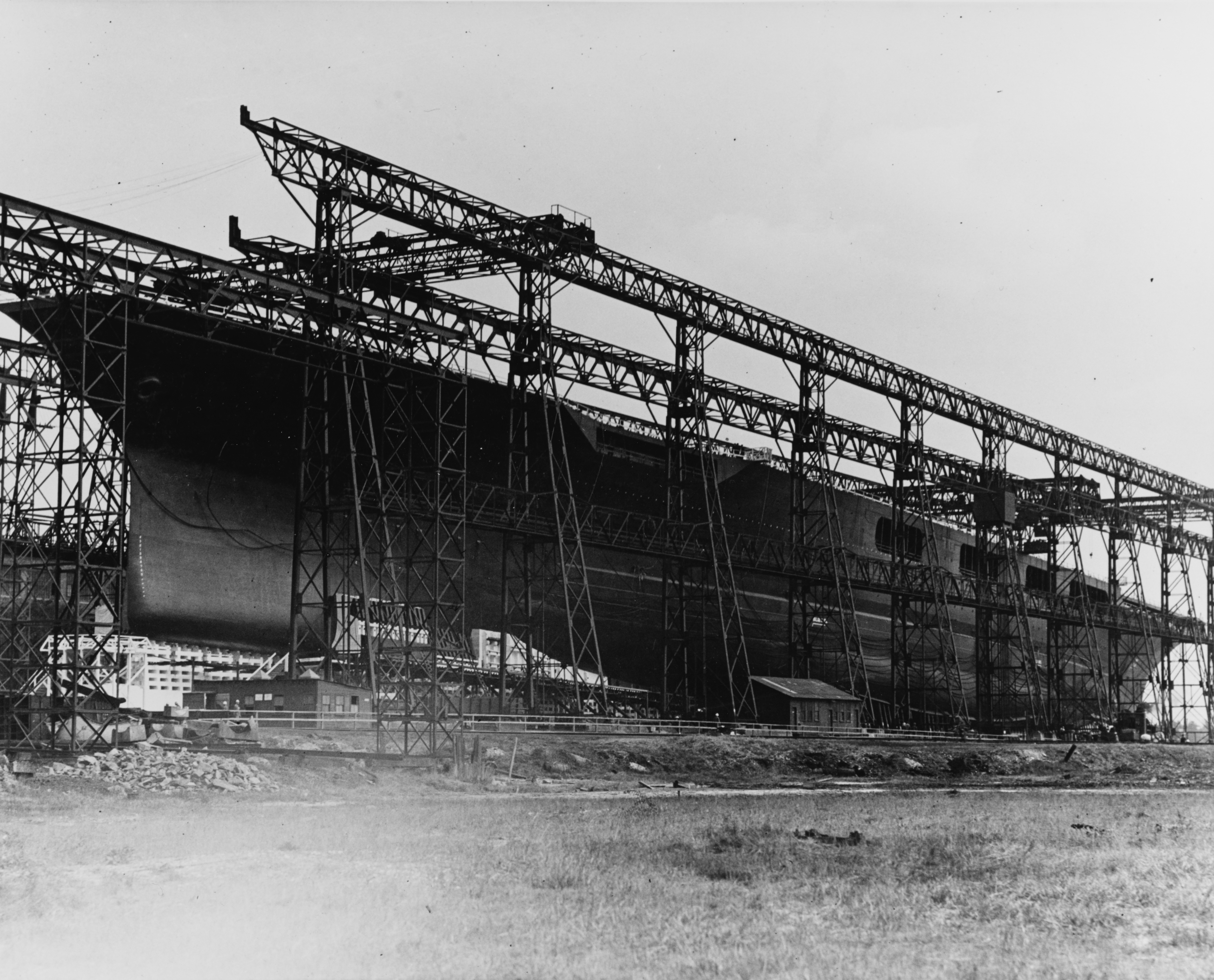
Bouw van de USS Lexington (CV-2) in 1925

Op 8 januari 1921 werd de kiel van de Lexington (CC-1) gelegd. De Fore River Shipyard begon die dag met de bouw van een slagkruiser met die naam. Het was de naamgever van de Lexingtonklasse. Het was bedoeld als een snelle verkenner voor de Amerikaanse vloot. Kort na de start van de bouw werd in Washington een vergadering gehouden om een nieuwe wapenwedloop van oorlogsschepen te voorkomen. Op 6 februari 1922 werd het Verdrag van Washington ondertekend en de bouw van de USS Lexington (CC-1) werd stilgelegd. Voor slagkruisers was geen plaats meer volgens het verdrag en het ontwerp werd aangepast zodat het schip als vliegdekschip dienst kon gaan doen. De romp was grotendeels klaar en deze bleef ongewijzigd, maar de opbouw werd drastisch gewijzigd. De waterverplaatsing nam met zo’n 4.000 ton af, mede door het ontbreken van de zware bewapening. Het kreeg een lengte van 272 meter en was maximaal 38 meter breed. Het werd op 3 oktober 1925 te water gelaten en kwam in dienst op 14 december 1927.

## Inzet Tweede Wereldoorlog
Tijdens de aanval op Pearl Harbor op 7 december 1941 was de Lexington onderweg met Task Force 12 naar Midway om vliegtuigen af te leveren. Na de aanval op Pearl Harbor zocht de Lexington naar de Japanse aanvalsvloot. Door problemen bij het bevoorraden op zee moest ze op 13 december terugkeren naar Pearl Harbour.
De Lexington vertrok op 14 december voor een aflediingsaanval op Jaluit ter ondersteuning van een missie van de Saratoga Task Force naar Wake Island. Op 20 december 1941 werden deze beide missies afgelast omdat men niet wist waar de Japanse vloot zich bevond. Op 27 december waren de schepen terug in Pearl Harbour. In januari 1942 mislukt een aanval op Wake Island doordat de tanker die het eskader op zee moet bevoorraden, tot zinken werd gebracht door een Japanse onderzeeër. Daarna werd het vliegdekschip naar de Koraalzee gestuurd ter bescherming van de scheepvaartroutes tussen Australië en de Verenigde Staten.
Op 16 februari werd een aanval op Rabaul, Nieuw-Brittannië ondernomen, maar de missie werd afgelast wanneer de Japanners de Amerikanen voortijdig ontdekten. Zeventien Mitsubishi G4M langeafstandsbommenwerpers werden uitgestuurd om de Lexington aan te vallen. Veertien toestellen werden door de Combat air patrol neergeschoten, slechts enkele toestellen konden aanvallen maar alle bommen misten het doel. Eén Amerikaanse piloot luitenant-vlieger Edward "Butch" O'Hare verkreeg de Medal of Honor voor het neerhalen van vijf Japanse vliegtuigen tijdens die aanval.

### Raid opSalamauaenLae
Op 6 maart 1942 voegde het eskader van de Lexington, Task Force 11, zich bij Task Force 17 met de USS Yorktown (CV-5) , onder bevel van viceadmiraal Frank Jack Fletcher met de bedoeling om opnieuw een aanval op Rabaul te ondernemen. Door de Japanse landingen te Salamaua en Lae op Nieuw-Guinea moesten de plannen aangepast worden. De aanval werd gelanceerd vanuit de Golf van Papua zodat de vliegtuigen over 4 à 5000 meter hoge bergtoppen van de Owen Stanley Gebergte van Nieuw-Guinea moesten vliegen om de Japanse invasievloot bij Lae en Salamaua aan te vallen. Drie transportschepen werden vernietigd en meerdere schepen werden beschadigd voor het verlies van één vliegtuig. Daarna keerde de Lexington met Task Force 11 terug naar Pearl Harbor en kwam daar aan op 26 maart 1942 voor een onderhoudsbeurt waarbij haar vier geschutstorens van 203 mm werden verwijderd.

### Aanval opTulagi
De Lexington Task Force 11 vertrok uit Pearl Harbor op 15 april en vervoegde wederom Task Force 17 van de Yorktown op 1 mei 1942. De Japanners waren van plan om landingen uit te voeren bij Port Moresby. Een Japanse invasievloot was reeds onderweg naar de Engte van Jomard, de zuidoostelijke punt van Nieuw-Guinea. Op 3 mei gingen de Japannes aan land bij Tulagi op de Salomonseilanden. De volgende morgen viel de Yorktown Tulagi aan en bracht enkele schepen van de invasievloot tot zinken. De aanval waarschuwde de Japanners dat er minstens één Amerikaans vliegdekschip in de buurt was.

## DeSlag in de Koraalzee
De Japanse invasievloot voor Port Moresby werd op 7 mei verkend en aangevallen. Vliegtuigen van de Yorktown en Lexington brachten het lichte vliegdekschip Shoho tot zinken met zeven torpedo- en dertien bomtreffers. De Japanse aanval van de vliegdekscepen Zuikaku en Shokaku miste de Amerikaanse vliegdekschepen en was gericht tegen de torpedobootjager Sims, die het marinetankschip Neosho begeleidde. De Sims zonk, maar de Neosho dreef nog dagenlang brandend rond todat ze op 11 mei 1942 door de torpedobootjager USS Henley het genadeschot kreeg. Een tweede Japanse aanval mislukte door het slechte weer.
De volgende dag vielen de vliegkampschipeskaders elkaar aan. Door de verliezen van de vorige dag konden de Japanners slechts met 69 toestellen aanvallen. De Amerikaanse Combat air patrol kon enkele torpedotoestellen neerschieten maar de torpedotoestellen konden zowel de Yorktown als de Lexington aanvallen. De Lexington kreeg om 11.20 uur vooraan aan bakboord twee treffers die haar voortstuwingsinstallaties beschadigden en de snelheid beperkten. Daarna vielen de Japanse duikbommenwerpers aan die twee lichte treffers op de Lexington plaatsten en één zware treffer op de Yorktown. Nabijtreffers veroorzaakten schade en lekken aan de romp. 
In dezelfde tijd hadden de Amerikanen de Japanse vloot aangevallen en hun aanval geconcentreerd op het Japanse vliegdekschip Shokaku. Het kreeg drie bomtreffers die zware schade veroorzaakten en moest terugkeren naar Japan. De Zuikaku werd niet beschadigd maar was niet meer operationeel doordat hij te veel vliegtuigen verloren had.

## De ondergang van de "Lady Lex"
De vliegtuigbenzinetanks van de Lexington waren beschadigd en lekten. Om 12.47 uur was er een eerste ontploffing veroorzaakt door de gasdampen en er brak brand uit. De Lexington bleef operationeel en kon zijn vliegtuigen/ die de Japanse vliegdekschepen aangevallen hadden, terug aan boord nemen. Maar de gasdampen bleven in het schip hangen en er volgden meerdere explosies om 14.42 en 15.25 uur. De branden raakten niet onder controle en om 17.07 uur werd het schip verlaten. Verschillende manschappen wisten zich hierin te onderscheiden, waaronder Elvin Bell. Om 18.00 volgde nog een reeks explosies en ten slotte gaf de torpedobootjager USS Phelps (DD-360) het genadeschot met twee torpedo's. De Lexington zonk om 19.56 uur op de locatie 15°20' Zuid en 155°30' Oost.

## USSLexington(CV-2)
- Klasse: Lexingtonklasse
- Type: Vliegdekschip United States Navy
- Werf: Bethlehem Fore River Ship and Engine Building Comp. Quincy, Massachusetts
- Gebouwd: 8 januari 1921
- Te water gelaten: 3 oktober 1925
- In dienst gesteld: 14 december 1927
- Verloren gegaan: 8 mei 1942 in de Koraalzee

### Technische gegevens
- Lengte: 268 meter
- Breedte: 32,2 meter
- Diepgang: 9,8 meter
- Lengte vliegdek: 271 meter
- Breedte vliegdek: 39,70 meter
- Waterverplaatsing: 38.746 ton volgeladen
- Snelheid: 33,25 knopen (ongeveer 61,5 km/h)
- Vliegtuigen: 90 tot 120 vliegtuigen
- Bemanning: 2.951 manschappen in oorlogstijd
- Scheeps elektr.: 1941 - Radar CXAM-1
- Scheeps elek. bewap.: 1941 - Vuurleiding MK 51
- Machines: 16 stoomketels gekoppeld met stoomturbines en elektrische aandrijving. - 4 schroeven
- Vermogen: 184.000 pk

### Bewapening

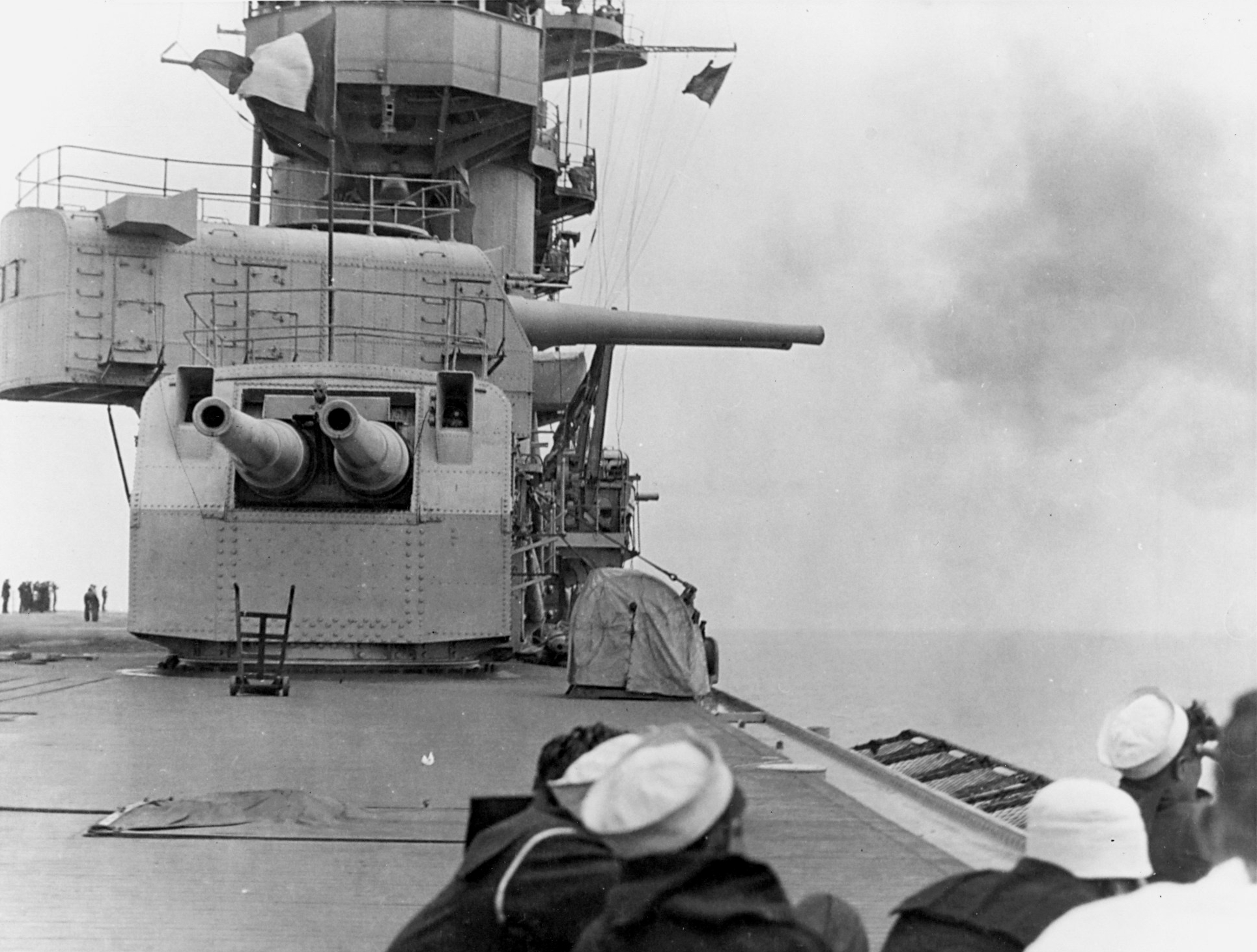
Hoofdbewapening met kaliber 200 mm

- 4 × 2 = 8 kanonnen van 203 mm ( tot maart 1942 )
- 12 × 1 = 12 stuk luchtafweergeschut van 127 mm L/25
- 48 vierlingsflaks van 28 mm
- 18 snelvuurkanonnen van 20 mm